# Auguste Nicolas (avocat)
Pour les articles homonymes, voir Nicolas (patronyme).
Ne doit pas être confondu avec l'architecte Auguste Nicolas.
Auguste Nicolas, né à Bordeaux le 6 janvier 1807 et mort à Versailles le 17 janvier 1888, est un écrivain catholique et magistrat français.

## Biographie
Jean-Jacques-Auguste Nicolas naît à Bordeaux où il étudie le droit et devient avocat. De 1841 à 1849 il est juge de paix à Bordeaux.
1842 marque le début de sa carrière littéraire. Ses ouvrages lui valent rapidement une bonne notoriété dans les milieux catholiques.

### Carrière dans l'administration
En 1849, De Falloux, ministre de l'Instruction publique et des cultes de Louis-Napoléon Bonaparte (futur Napoléon III), le nomme chef de la division des intérêts diocésains et de l'administration temporelle des circonscriptions ecclésiastiques.
En 1854, il quitte le poste pour devenir Inspecteur des bibliothèques de France. Il cautionne par sa présence le 4 avril 1856 la fondation par Augustin Louis Cauchy et Charles Lenormant de L'Œuvre des Écoles d'Orient, plus connue actuellement sous le nom de L’Œuvre d’Orient. Il fut même membre de son 1er Conseil général du 25 avril de la même année.
En 1860, il est nommé juge du tribunal de la Seine puis conseiller à la cour d'appel de Paris.

## Pensée
Auguste Nicolas a partagé plusieurs idées des spiritualistes chrétiens de son temps. C'est ainsi qu'il regarde l'idée de l'infini comme antérieure, dans notre esprit, à celle du fini. Plus d'un lien le rattacherait à l'école traditionaliste. Mais, malgré certaines imperfections, l'immense succès de ses principales publications n'en est pas moins mérité. Il fut un « grand convertisseur d'âmes », écrit à son sujet le P. Fontaine, un autre apologiste. Or, « bien peu d'écrivains ont eu ce bonheur ».

## Distinctions
- Chevalier de la Légion d'honneur (décret du 31 janvier 1849)

## Publications
- Études philosophiques sur le christianisme (1843)
- Du protestantisme et de toutes les hérésies dans leur rapport avec le socialisme (1852)
- La Vierge Marie et le plan divin (1856)
- Étude sur Maine de Biran (1858)
- Étude sur Eugénie de Guérin (1864)
- La Divinité de Jésus-Christ, démonstration nouvelle tirée des dernières attaques de l'incrédulité (1864)
- Mémoires d'un père sur la vie et la mort de son fils (1865)
- L'art de croire, ou Préparation philosophique à la foi chrétienne (1867)
- L'État sans Dieu, mal social de la France (1872)
- La Révolution et l'ordre chrétien (1873)
- La Monarchie et la question du drapeau (1873)
- Jésus-Christ. Introduction à l'Évangile étudié et médité à l'usage des temps nouveaux (1875)
- La Raison et l'Évangile, suivi de considérations sur les Universités catholiques (1876)
- L'état contre Dieu (1879)
- Rome et la papauté (1883)
- Étude historique et critique sur le P. Lacordaire (1886)